# Vita della Vergine

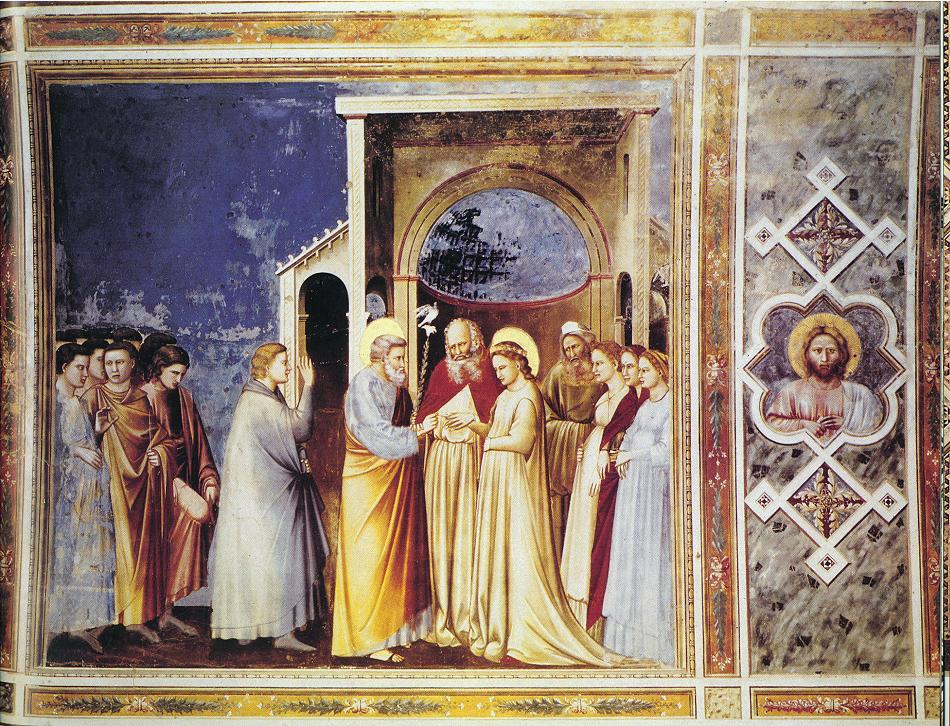
Lo Sposalizio della Vergine (Giotto, Cappella degli Scrovegni).

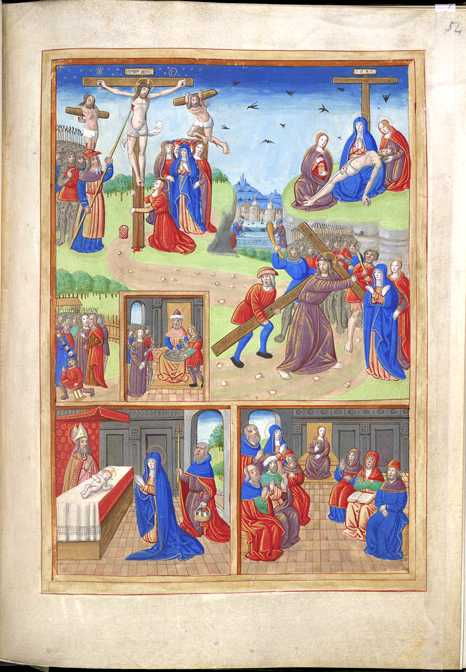
Crocifissione, Deposizione dalla croce, Compianto sul Cristo morto, Tradimento di Cristo, Pilato che si lava le mani, Cristo che porta la croce, Presentazione al Tempio, Ritrovamento di Gesù al Tempio (da un Libro d'ore del XV secolo).

La Vita della Vergine è un soggetto iconografico comune nei cicli pittorici dell'arte cristiana e spesso associato alla Vita di Cristo. Per entrambi i cicli, il numero di scene mostrate varia notevolmente in funzione dello spazio disponibile. Le opere possono essere realizzate con i mezzi più vari: affreschi e serie di stampe antiche, pittura su tavola, vetrate, i codici miniati, gli arazzi, le sculture in pietra e in avorio.

## Scene rappresentate
La Vita della Vergine talora si fonde con un ciclo della Vita di Cristo, talaltra include scene della Passione di Cristo, mentre spesso salta dall'infanzia di Gesù alla Morte della Vergine. Il Ritrovamento nel Tempio, l'ultimo episodio dell'infanzia di Cristo, chiude spesso il ciclo.
Importanti esempi sono quelli della Cappella Tornabuoni di Domenico Ghirlandaio e della sua bottega realizzati tra il 1485 e il 1490, la Cappella degli Scrovegni di Giotto, completata intorno al 1305, e la Maestà di Duccio completata nel 1308. L'importante e esteso ciclo musivo tardo bizantino della chiesa di Chora (inizi XIV secolo) mostra alcune differenze tra Oriente e Occidente (i primi sette passi della Vergine erano celebrati da una festa ortodossa), mentre le 16 scene successive che introducono la Visitazione sono simili alle 15 presenti in ciclo di Giotto quasi coevo. Il ciclo di Giotto è molto completo con 26 scene, sebbene in un piccolo avorio possano essere rappresentate solo due scene. La coppia più comune in tal caso è l'Annunciazione e la Natività di Gesù, in alcuni casi sostituiti dall'Incoronazione della Vergine.
La Cappella Tornabuoni presenta nove scene. La Visitazione, Maria compresa, sono contenute nel ciclo complementare della Vita di San Giovanni Battista nelle pareti.
Una Vita di Cristo consta di molte più scene che si sovrappongono alla Vita di Maria, come dimostra la Cappella degli Scrovegni. Albrecht Dürer realizzò una xilografia di 19 scene molto popolare e influente.

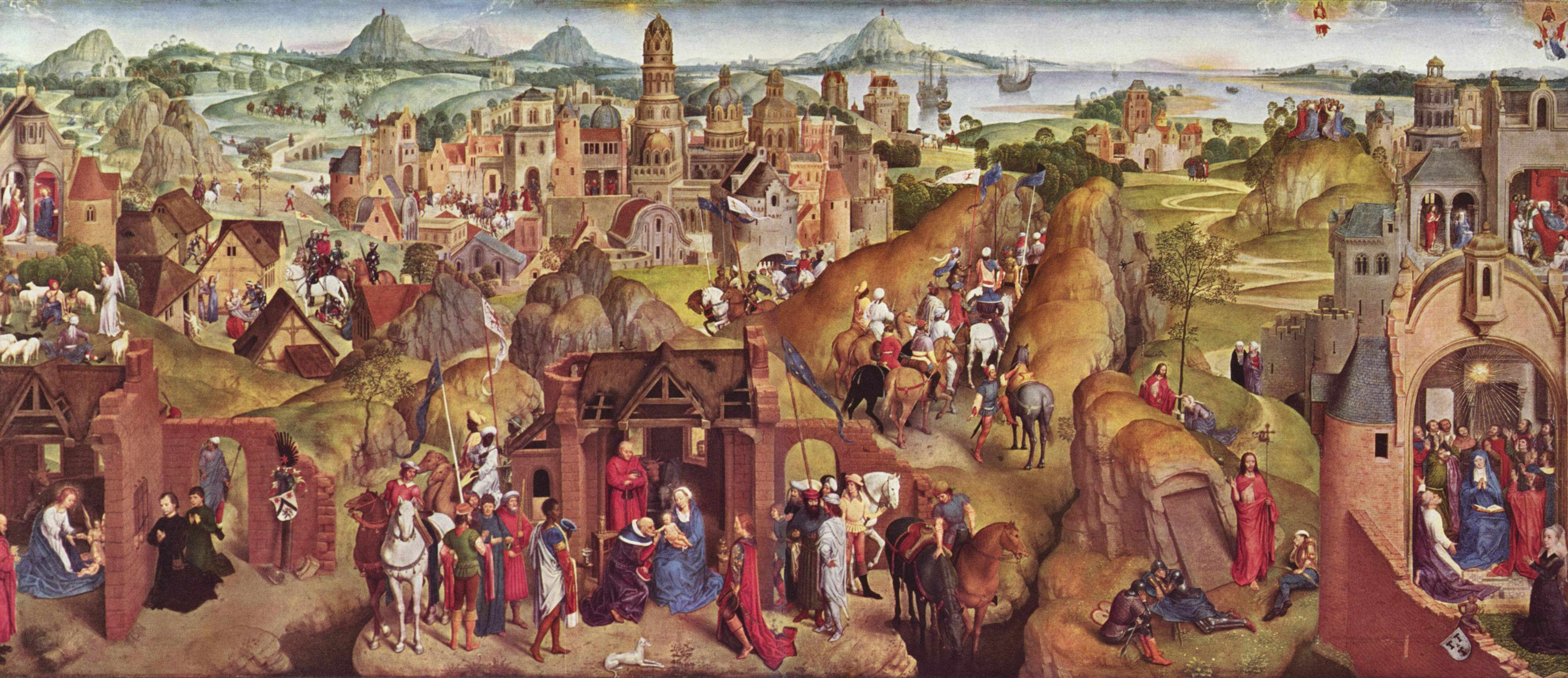
Le cosiddette Sette gioie della Vergine. Infatti, questo è un titolo tardivo per un ciclo della Vita della Vergine composto da un singolo pannello. Complessivamente, sono dipinte 25 scene, non tutte inerenti alla Vergine Maris. Hans Memling, 1480, Alte Pinakothek, Monaco

Il numero totale di scene era potenzialmente molto ampio fino al primo periodo gotico; Lafontaine-Dosogne, un'autorità di primo piano, elenca un totale di 53 scene prima dell'Annunciazione che si verificano nell'arte occidentale, anche se solo un singolo esempio (un manoscritto miniato tedesco del XIII secolo) che contiene tutte queste scene sopravvive, e probabilmente ne sono esistiti pochissimi altri esempi. Diciassette di queste scene precedevano la Nascita della Vergine. Queste scene apocrife divennero molto più numericamente limitate nel tardo Medioevo.
Alcuni eventi della Vita erano celebrati come feste dalla Chiesa, mentre altri no; questo discrimine influenzò notevolmente la frequenza delle raffigurazioni. Altre pratiche devozionali mariane condizionarono la lunghezza e la composizione dei cicli; i libri dedicati alla Liturgia delle ore contenevano sovente otto scene da abbinare alle otto sezioni del testo delle Ore della Vergine. Anche i Sette Dolori della Vergine, le Sette Gioie della Vergine e le 15 decadi del Rosario determinarono la selezione delle scene, ad esempio nelle illustrazioni standardizzate per lo Speculum Humanae Salvationis. Pure gli sviluppi teologici ebbero il loro peso nella scelta del tema iconografico, specialmente quelli riguardanti la Morte della Vergine, che in Occidente fu gradualmente sostituita dall'Assunzione.

## Sinottico delle scene
La tabella di seguito riportata mostra se una scena fosse oggetto di una festività liturgica nella Chiesa latina, e riporta il contenuto dei cicli (descritti sopra e sotto) di: Giotto nella Cappella degli Scrovegni, un tipico Libro d'ore, le Ore di Caterina di Cleves, il ciclo della Vita della Vergine del Maestro del Louvre, il ciclo della Cappella Tornabuoni del Ghirlandaio e i cicli a stampa di Israhel van Meckenem e Albrecht Dürer.
| Scena                                            | Festività | Giotto    | Libro d'Ore         | Caterina di Cleves | Louvre        | Ghirlandaio | Israhel    | Dürer          |
| ------------------------------------------------ | --------- | --------- | ------------------- | ------------------ | ------------- | ----------- | ---------- | -------------- |
| Cacciata di/Annunciazione a Gioacchino           |           | Entrambi  |                     | Annunciazione      | Annunciazione | Espulsione  | Espulsione | Entrambi       |
| Anna e Gioacchino si incontrano alla Porta d'Oro | Sì        | Sì        |                     | Sì                 |               |             |            | Sì             |
| Natività di Maria                                | Sì        | Sì        |                     | Sì                 | Sì            | Sì          | Sì         | Sì             |
| Presentazione di Maria                           | Sì        | Sì        |                     | Sì                 | Due           |             | Sì         | Sì             |
| Sposalizio della Vergine                         |           | Sì        |                     | Sì                 | Sì            | Sì          | Sì         | Sì             |
| Annunciazione                                    | Sì        | Sì        | Sì                  | Sì                 | Mancante?     | Sì          | Sì         | Sì             |
| Visitazione                                      | Sì        | Sì        | Sì                  | Sì                 | Sì            |             |            | Sì             |
| Natività di Gesù                                 | Sì        | Combinata | Sì                  | Combinata          | Sì            |             | Combinata  | Combinata      |
| Annuncio ai pastori                              | Sì        | Combinata | Sì                  | Combinata          |               |             | Combinata  | Combinata      |
| Adorazione dei Magi                              | Sì        | Sì        | Sì                  |                    |               | Sì          | Sì         | Sì             |
| Circoncisione di Cristo                          | Sì        |           |                     |                    | Sì            |             |            | Sì             |
| Presentazione di Gesù al Tempio                  | Sì        | Sì        | Sì                  |                    | Sì            | Sì          | Sì         | Sì             |
| Fuga in Egitto                                   |           | Sì        | Sì, e/o alternativa | Sì                 | Sì            |             |            | Sì, più riposo |
| Strage degli innocenti                           | Sì        | Sì        | Sì, e/o alternativa |                    |               | Sì          | Sì         |                |
| Ritrovamento di Gesù al Tempio                   |           | Sì        |                     |                    | Sì            |             | Sì         | Sì             |
| Congedo di Cristo dalla Madre                    |           |           |                     |                    |               |             |            | Sì             |
| Crocifissione di Gesù                            | Sì        | Sì        |                     |                    |               |             |            |                |
| Ascensione di Gesù                               | Sì        | Sì        |                     |                    |               |             |            |                |
| Pentecoste                                       | Sì        | Sì        |                     |                    |               |             |            |                |
| Morte della Vergine                              | Sì        |           |                     | Sì                 |               | Combinata   |            | Sì             |
| Assunzione di Maria                              | Sì        |           |                     | Sì                 |               | Combinata   |            | Sì             |
| Incoronazione della Vergine                      |           |           | Sì                  |                    |               | Sì          | Sì         |                |
| Altre                                            |           | Varie     |                     | 4                  | 1             |             |            | 1              |
| Totale                                           | 16        | 17+       | 8                   | 15                 | 12            | 9           | 11         | 19             |

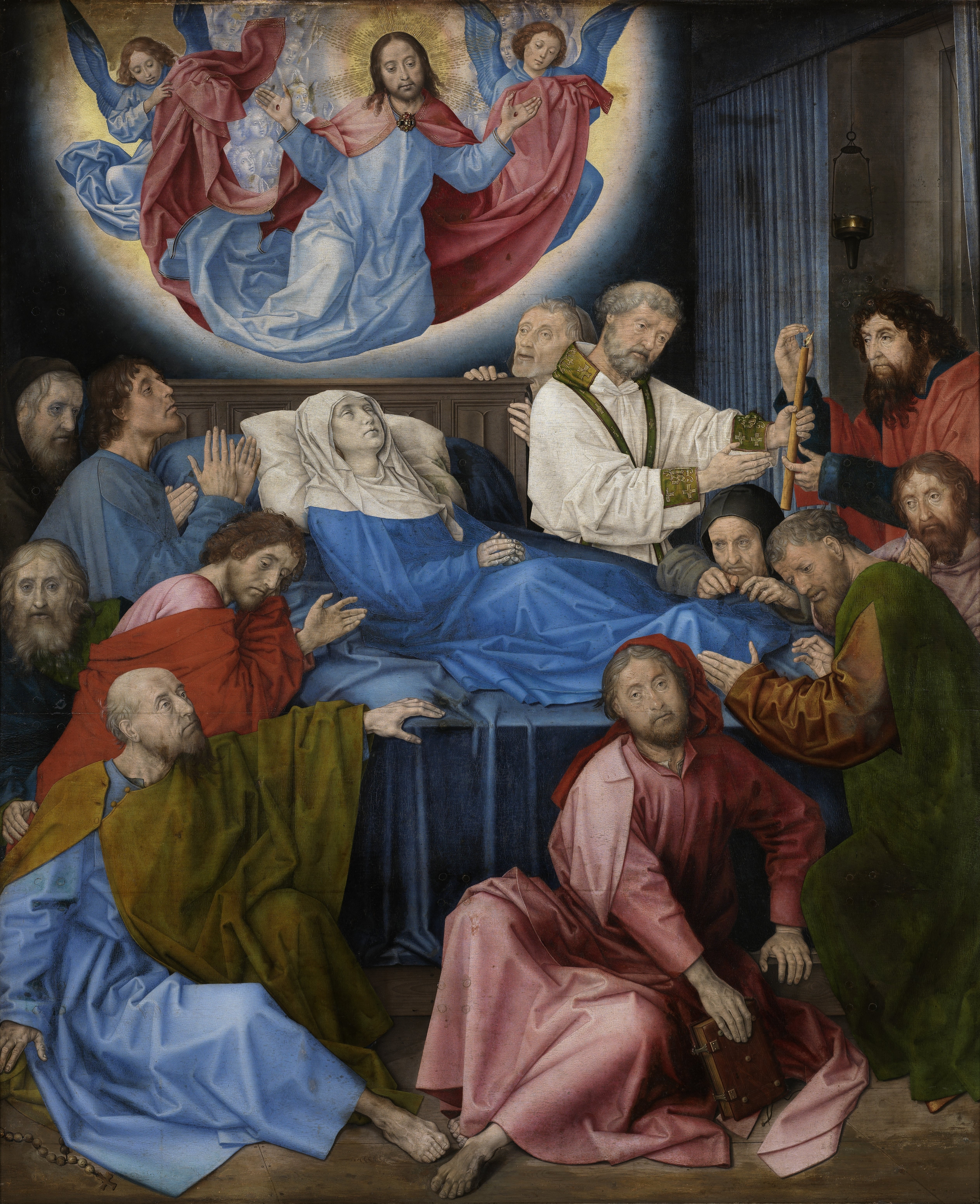
Morte della Vergine, Hugo van der Goes, ca. 1480

Il prospetto qui riportato suggerisce che l'Annunciazione e la Natività fossero le uniche scene indispensabili; il ciclo del Louvre proveniva probabilmente da una pala d'altare nella quale mancava il pannello principale dell'Annunciazione. La Natività è sempre rappresentata, anche mediante l'Adorazione dei Pastori o quella dei Magi o da una combinazione di queste tre. Sebbene le otto scene dei Libri d'ore fossero la scelta più comune, seguite ad esempio dai due esempi descritti da Robert Calkins, si noterà che il ciclo molto più lungo nelle "Ore di Caterina di Cleves" si sovrappone allo schema standard solamente in tre scene. Il Ghirlandaio presenta ampi spazi rettangolari da riempire ed evita scene con pochi figuranti (e senza possibilità di costumi vistosi), fatta eccezione per l'Annunciazione. Cristo che si congeda da sua madre era un soggetto nuovo nel XIV secolo e popolare solo a partire dal XV.

## Storia
La rappresentazione di scene della vita della Vergine risale quasi ai primordi dell'arte cristiana: una scena della chiesa di Dura Europas risalente all'incirca all'anno 250 fu interpretata come una processione di vergini che accompagnano Maria al Tempio. I primi cicli tendevano a includere più scene e dettagli dei Vangeli apocrifi, inclusa la storia dei genitori di Maria, sant'Anna e Gioacchino, prima della sua nascita (ad esempio l'Incontro alla Porta d'Oro). L'influenza di queste storie non scomparve del tutto, anche perché i Vangeli canonici danno pochi dettagli della vita di Maria prima della nascita di Gesù e durante la Sua infanzia. In Occidente, lo Pseudo-Matteo era la fonte apocrifa dominante; in Oriente si preferivano versioni leggermente diverse, tutte ugualmente derivanti dal Protovangelo di Giacomo.

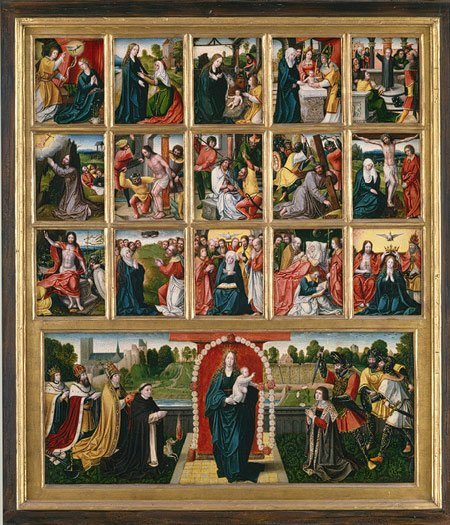
I quindici misteri del Rosario e La Vergine del Rosario, in un ciclo pittorico basato su quest'ultimo.

Fino al periodo gotico, i cicli della vita di Maria erano meno frequenti in Occidente che in Oriente. Il ciclo della Natività nel timpano del portale destro della cattedrale di Chartres è il primo ciclo monumentale occidentale ad apparire sotto una maestosa Madonna col Bambino in trono. Tali cicli continuarono ad apparire in posizioni di rilievo, diventando gradualmente meno comuni delle scene della Passione di Cristo. L'evoluzione durante il XIII secolo del Libro d'ore miniato provocò un'altra innovazione importante per i cicli, così come il graduale sviluppo di pale d'altare più complesse riservate alla Cappella della Madonna, o quanto meno di un altare laterale, che era presente in tutte le chiese maggiori.
Con l'arrivo della vecchia stampa principale, le serie della Vita divennero popolari e spesso furono tra le opere più ambiziose degli artisti dell'incisione. La Morte della Vergine di Martin Schongauer fu una delle sue opere più influenti, adattata alla pittura da una miriade di artisti in Germania e altrove. Apparentemente Schongauer pianificò una grande serie, ma furono prodotte solo quattro scene (ca 1470–75). La serie di 12 scene di Israhel van Meckenem (ca 1490–1500) e quella di Francesco Rosselli, che seguiva i soggetti dei Misteri del Rosario, furono i più importanti altri esempi del XV secolo. Dürer li eclissò in gran parte all'inizio del XVI secolo con il suo ciclo di 19 incisioni su legno (1500-11 circa), che seguivano essenzialmente la composizione di Schongauer nella scena della morte.
Con il declino del codice miniato e l'avvento dei dipinti di maggiori dimensioni e della pala monosoggetto, i cicli persero importanza nell'arte, se non in forma stampata, mentre i cicli dipinti non si estinsero affatto. Un ciclo di 16 dipinti abbastanza grandi di Luca Giordano (del 1688 circa) era esposto nella camera da letto della regina di Spagna a Madrid nel XVIII secolo; molti cicli furono dipinti per cattedrali e altri grandi edifici. Dopo i decreti del Concilio di Trento del 1563, molte scene apocrife e introduzioni tardo medievali come lo Svenimento della Vergine furono attaccate da scrittori come Molanus e dal cardinale Federigo Borromeo, protagonista della Controriforma e del rinnovamento della cultura e delle arti cattoliche.

## Galleria d'immagini

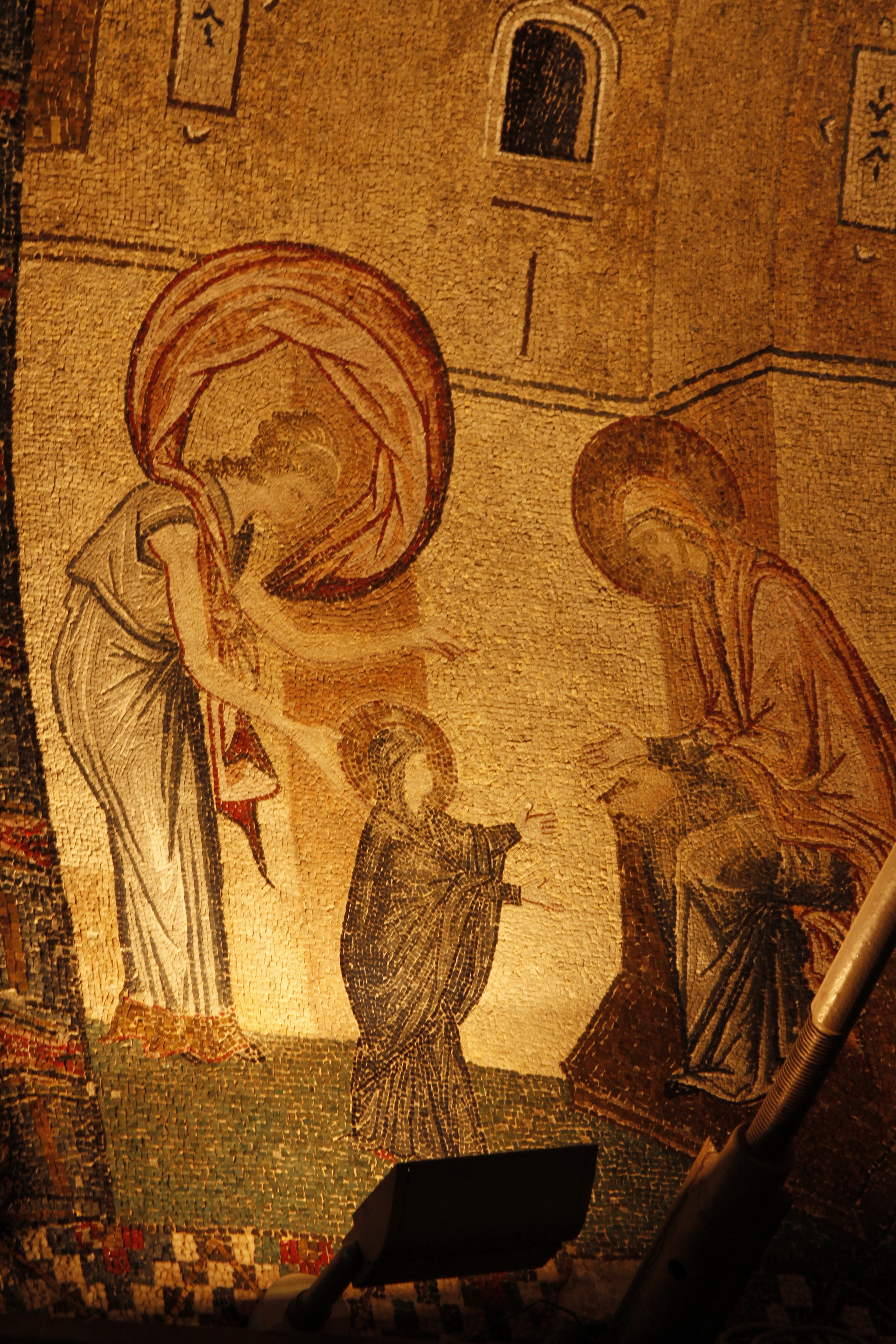
I primi passi della Vergine, comune soggetto iconografico dell'arte bizantina, visto raramente in Occidente. Mosaico della chiesa di Chora in Costantinopoli, 1315-21.
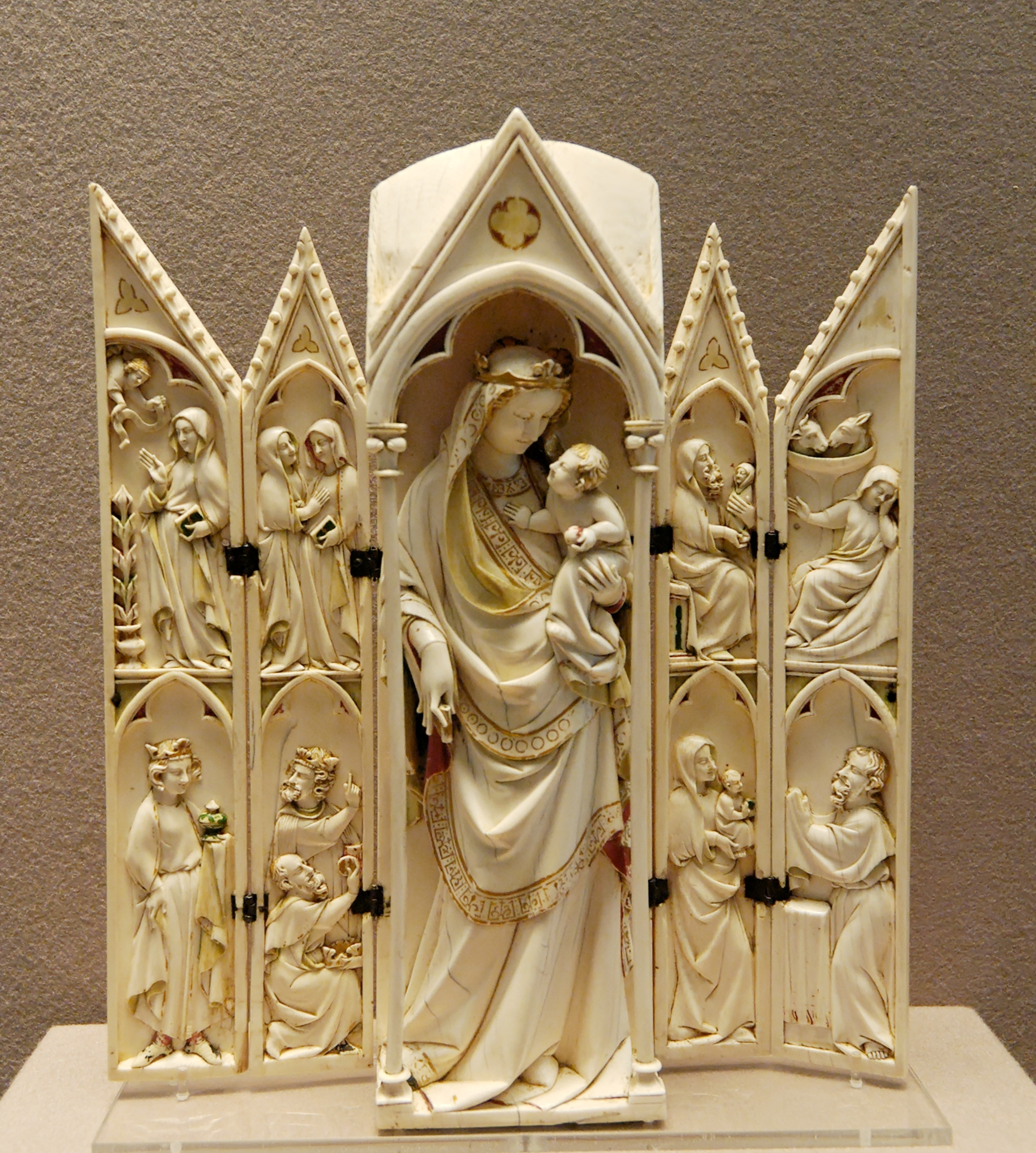
Trittico in avorio francese del XIV secolo raffigurante l'Annunciazione, la Visitazione, l'Adorazione dei Magi, la Natività (con Giuseppe che tiene il Bambino mentre Maria dorme),[15] e la Presentazione al Tempio.
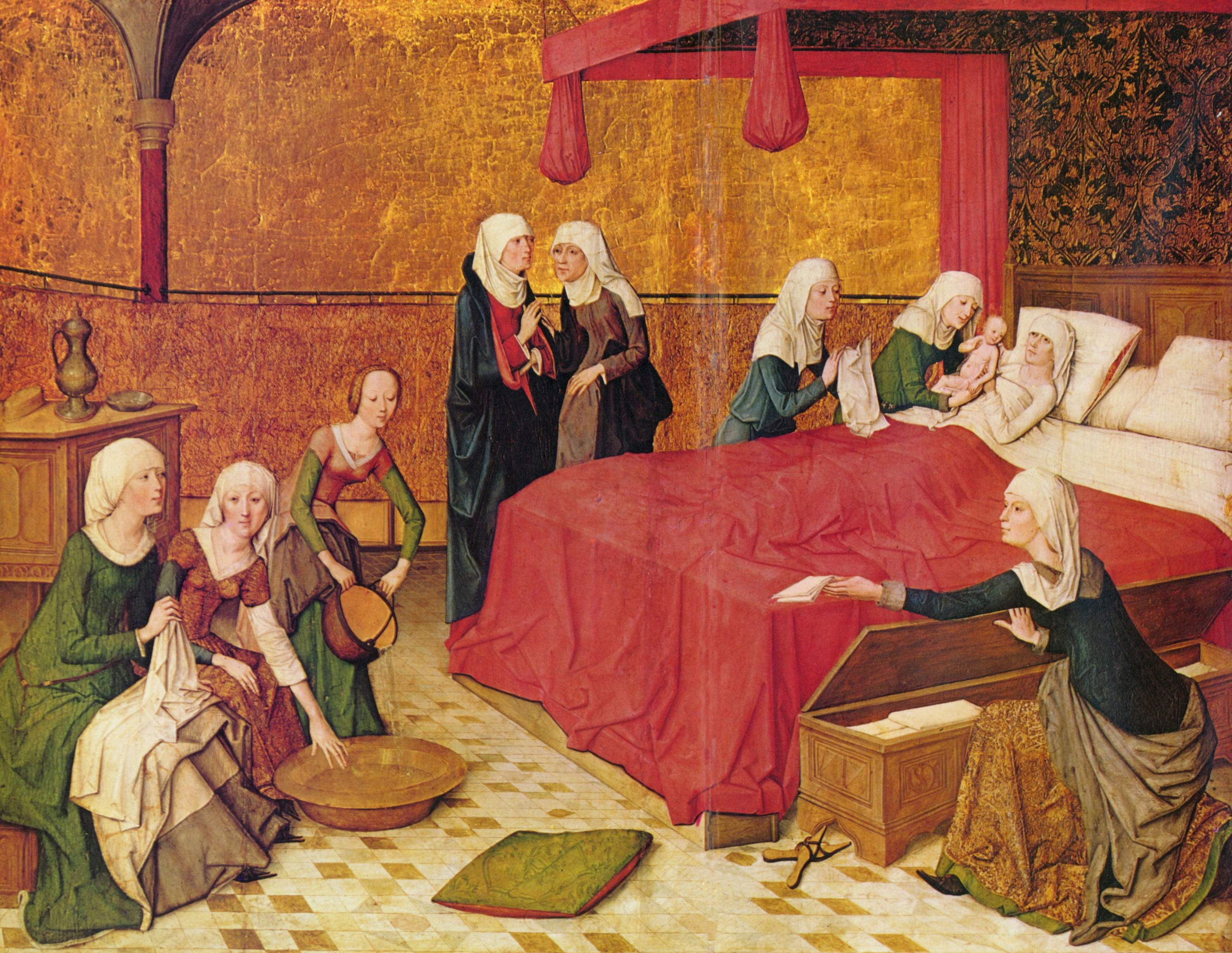
Natività tedesca di Maria, dal ciclo di 8 scene del Maestro della Vita della Vergine, 1463
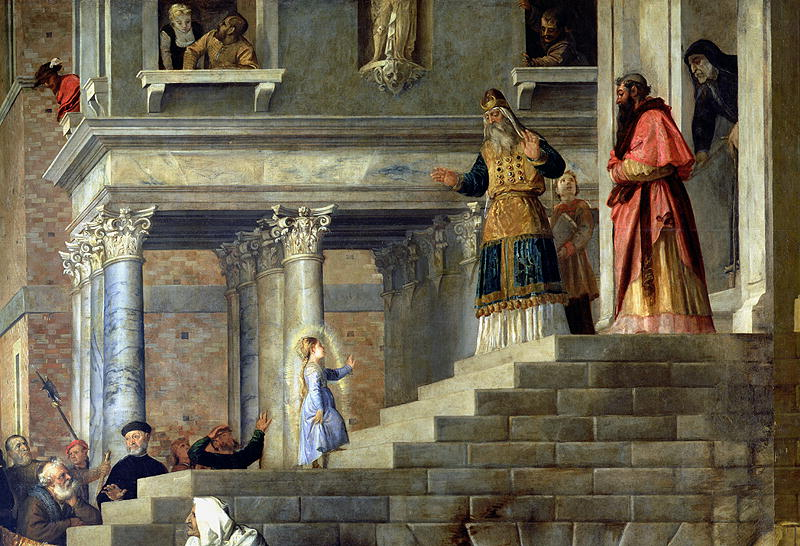
La Presentazione della Beata Vergine Maria, di Tiziano